# Oenoptila ignea
Oenoptila ignea là một loài bướm đêm trong họ Geometridae.